# Grace Bay
Grace Bay és una badia que es troba a la costa nord-est de l'arxipèlag de les Providenciales, a les illes Turks i Caicos.
Grace Bay actualment ocupa la posició de World Travel Awards 'World's Leading Beach Destination, i la 2a millor platja del Trip Advisor del món.

## Descripció[calcitació]
La platja sencera té aigua neta, sorra blanca i sense roques, algues o contaminació. L'escull de barrera troba una milla (1,6 km) protegeix a la badia de Grace des de les onades oceàniques de l'Atlàntic.
Gairebé totes les estacions principals de Providenciales es troben en aquesta costa, i gran part de l'activitat dels esports nàutics es produeix a la zona.
Moltes fonts citen a Grace Bay com a set o dotze quilòmetres de longitud, però en realitat és només una mica més de tres milles de llarg (4,8 km).
Al costat est, Grace Bay Beach continua com la platja de Leeward, i en l'extrem occidental com The Bight Beach. És possible caminar durant tot el recorregut des de Leeward Going Through Point fins a Turtle Cove Marina. Els canals de Turtle Cove i Thompson Cove i els penya-segats marins prop de Blue Mountain separen aquesta secció de la línia de costa de la platja contínua de set milles i mitja (12 km) que s'estén des de Blue Hills fins Northwest Point.
Grace Bay Beach forma part del Parc Nacional Princess Alexandra.

## Origen[calcitació]
Grace Bay Beach va rebre el nom de Grace Jane Hutchings, esposa d'Hugh Houston Hutchings, comissària de les Turks i Caicos de 1933 a 1934.
Desafortunadament, el fons sorrenc consistent de Grace Bay no es presta bé al snorkel. No hi ha esculls ni llocs de busseig a l'abaratiment de la platja.
Massa lluny per nedar des de la costa, l'escull de corall de Grace Bay ofereix unes condicions excel·lents per a bussejar-hi i fer-hi snorkel quan les condicions són correctes. Tanmateix, és necessari fer un creuer de vaixell a aquestes ubicacions.
Es troba al costat de l'oest de Grace Bay, el Bight Reef és el lloc de buceig de platja de l'armari. Per a aquells que queden al centre de la badia de Grace, la majoria trobaran el passeig d'aquest escull molt a prop per comoditat.

## Perills[calcitació]
De llarg, el major perill per als nedadors és l'ús imprudent de les embarcacions de motor. Els turistes han estat assassinats a la zona per haver estat colpejat per un vaixell. La major part d'aquest comportament és per petits vaixells que ofereixen embarcacions de banana i passejades i els canvis recents en la llei requereixen que aquests vaixells tinguin un especulador dedicat. Tanmateix, això sovint no se segueix i és important tenir-ne en compte.
Moltes de les principals platges del litoral nord de Providenciales pateixen a aquests operaris de vaixells negligents que ignoren la llei i que controlen els seus vaixells amb imprudència, sense atenció i significativament per sobre del límit de velocitat de 15 mph. Vostè ha d'estar constantment en alerta per al trànsit de vaixells a la seva àrea per tal d'evitar lesions.
Grace Bay Beach forma part del Parc Nacional Princess Alexandra, que té un límit de velocitat de 15 mph per als vaixells d'energia. Molts operadors de vaixells ignoren flagrantment aquesta regla.
Normalment no hi ha corrents o ones perilloses importants a la zona.